# Croton malambo
Croton malambo là một loài thực vật có hoa trong họ Đại kích. Loài này được H.Karst. mô tả khoa học đầu tiên năm 1857.